# 下北進站

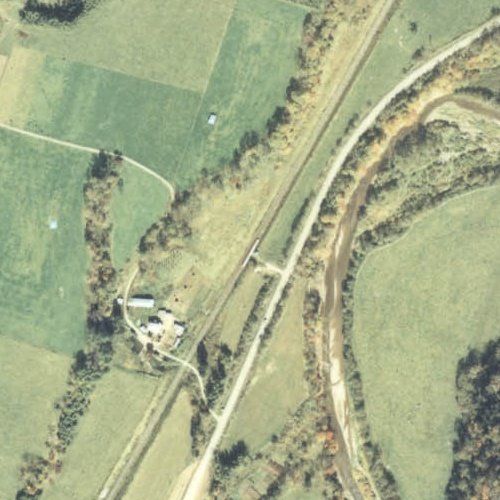
車站周邊的航空相片。圖中央是下北進站，左下方向是白糠站方向，右上方向是北進站方向。

下北進站（日语：／ Shimo-Hokushin eki */?）是位於北海道白糠郡白糠町上茶路基線，日本國有鐵道（國鐵）的白糠線車站（廢站）。隨著白糠線廢線，車站在1983年（昭和58年）10月23日廢除。

## 歷史
- 1972年（昭和47年）9月8日 - 日本國有鐵道白糠線 上茶路站至北進站之間開通，此站啟用[1]。當時為旅客車站[1]。當時已經是無人車站[2]。
- 1983年（昭和58年）10月23日 - 白糠線全線廢除，此站也廢除[1]。

### 站名的由來
車站名稱取自北進站的下方。
在車站啟用前的臨時名稱為奧茶路站（日语：／）。

## 車站構造
截至車站廢除前，此站是地面車站，設有1面1線的單式月台。月台位於路軌東邊（北進方向的列車會開啟右邊車門）。在車站啟用時已經是無人車站，沒有車站大樓。月台中央出入口附近設有候車室。

## 使用狀況
截至1981年度（昭和56年度），1日上下車人次為3人。

## 車站周邊
- 國道392號（日语：国道392号）
- 茶路川（日语：茶路川）

## 現況
車站被埋在草叢中。
截至2010年，車站遺址附近還有「第二十二茶路川橋樑」。截至2011年也是同樣。

## 相鄰車站
日本國有鐵道
白糠線
上茶路－下北進－北進

## 注腳
1. 1 2 3 4 5  石野哲（編）. . JTB. 1998: 895. ISBN 978-4-533-02980-6 （日语）.
2. 1 2  . 鐵道公報 (日本國有鐵道總裁室文書課). 1972-09-02: 3 （日语）.
3. ↑   第1版. 札幌市: 日本国有鉄道北海道総局. 1973-3-25: 151. ASIN B000J9RBUY （日语）.
4. 1 2  書籍《国鉄全線各駅停車1 北海道690駅》（小學館，1983年7月發行）141頁。
5. ↑  書籍《新 鉄道廃線跡を歩く1 北海道・北東北編》（JTB出版，2010年4月發行）70-71頁。
6. ↑  書籍《北海道の鉄道廃線跡》（著：本久公洋，北海道新聞社，2011年9月發行）156頁。